# 136e session du Comité international olympique
 (août 2025).
La mise en forme du texte ne suit pas les recommandations de Wikipédia : il faut le « wikifier ».
Les points d'amélioration suivants sont les cas les plus fréquents :
- Les titres sont pré-formatés par le logiciel. Ils ne sont ni en capitales, ni en gras.
- Le texte ne doit pas être écrit en capitales (les noms de famille non plus), ni en gras, ni en italique, ni en « petit »…
- Le gras n'est utilisé que pour surligner le titre de l'article dans l'introduction, une seule fois.
- L'italique est rarement utilisé : mots en langue étrangère, titres d'œuvres, noms de bateaux, etc.
- Les citations ne sont pas en italique mais en corps de texte normal. Elles sont entourées par des guillemets français : « et ».
- Les listes à puces sont à éviter, des paragraphes rédigés étant largement préférés. Les tableaux sont à réserver à la présentation de données structurées (résultats, etc.).
- Les appels de note de bas de page (petits chiffres en exposant, introduits par l'outil «  Source ») sont à placer entre la fin de phrase et le point final[comme ça].
- Les liens internes (vers d'autres articles de Wikipédia) sont à choisir avec parcimonie. Créez des liens vers des articles approfondissant le sujet. Les termes génériques sans rapport avec le sujet sont à éviter, ainsi que les répétitions de liens vers un même terme.
- Les liens externes sont à placer uniquement dans une section « Liens externes », à la fin de l'article. Ces liens sont à choisir avec parcimonie suivant les règles définies. Si un lien sert de source à l'article, son insertion dans le texte est à faire par les notes de bas de page.
- La présentation des références doit suivre les conventions bibliographiques. Il est recommandé d'utiliser les modèles {{Ouvrage}}, {{Chapitre}}, {{Article}}, {{Lien web}} et/ou {{Bibliographie}}. Le mode d'édition visuel peut mettre en forme automatiquement les références.
- Insérer une infobox (cadre d'informations à droite) n'est pas obligatoire pour parachever la mise en page.

Pour une aide détaillée, merci de consulter Aide:Wikification.
Si vous pensez que ces points ont été résolus, vous pouvez retirer ce bandeau et améliorer la mise en forme d'un autre article.
La 136e session du Comité international olympique s'est tenue les 17 et 18 juillet 2020 en visioconférence, en raison de la pandémie de Covid-19. Il s'agit de la première session intégralement virtuelle de l'histoire du CIO.

## Contexte
La session devait initialement se tenir à Tokyo, en amont des Jeux olympiques d'été de 2020, mais le report historique des Jeux à 2021, en raison de la pandémie, a contraint le CIO à adapter son format. Cette session a été organisée entièrement à distance, avec des dispositifs de vote électronique et des échanges en ligne entre les membres.

## Ordre du jour et principaux points abordés

### Gestion de la pandémie de Covid-19
Le CIO a discuté des conséquences de la pandémie sur le mouvement olympique, notamment :
- le report des Jeux de Tokyo 2020,
- les impacts financiers pour les fédérations sportives internationales et les Comités nationaux olympiques (CNO),
- la mise en place de fonds d’aide d’urgence[2].

### Réélection du président
Le président du CIO, Thomas Bach, a annoncé son intention de se représenter pour un second mandat. Il a été réélu lors de la 137e session du CIO en mars 2021.

### Nominations de nouveaux membres
Parmi les nouveaux membres élus lors de cette session :
- Maria de la Caridad Colón (Cuba), première femme latino-américaine championne olympique,
- Tidjane Thiam (Côte d’Ivoire), ancien directeur général du Crédit Suisse[1].

### Innovation et avenir du sport
La session a abordé :
- le développement des sports virtuels et esports,
- les évolutions du programme olympique pour mieux attirer les jeunes publics[1].

## Controverses et critiques
Plusieurs observateurs ont émis des critiques à l’égard de cette session :
- Le caractère non transparent des votes électroniques, difficilement vérifiable par des observateurs externes[4].
- L'absence de débats ouverts, avec un ordre du jour très encadré[4].
- La réélection attendue de Thomas Bach a été perçue comme une formalité, dans un environnement institutionnel peu ouvert à la contestation[3].
- Le rapprochement avec les esports suscite des débats internes sur la compatibilité avec les valeurs olympiques traditionnelles[1].

## Participants
L’ensemble des membres du CIO ont pris part à cette session depuis leurs pays respectifs. La plateforme en ligne a permis la tenue des votes et débats selon les règles statutaires de l’organisation.

## Réception
La session a été saluée pour sa mise en œuvre technique réussie dans un contexte de crise sanitaire mondiale. Elle a démontré la capacité d’adaptation du CIO mais a aussi renforcé certaines critiques quant à son mode de gouvernance.